# Sarah Thomasson
Sarah Margareta Thomasson, po mężu Voss (ur. 20 lipca 1925 w Åre, zm. 24 marca 1996 w Östersund) – szwedzka narciarka alpejska, brązowa medalistka mistrzostw świata. 
Wystartowała na mistrzostwach świata w Aspen w 1950 roku, gdzie zajęła 11. miejsce w gigancie, 13. w zjeździe i 18. w slalomie. Podczas rozgrywanych dwa lata później igrzysk olimpijskich w Oslo uplasowała się na 12. pozycji w slalomie, 18. w zjeździe i 21. w gigancie. Brała też udział w mistrzostwach świata w Åre w 1954 roku, gdzie wywalczyła brązowy medal w slalomie. W zawodach tych wyprzedziły ją jedynie Austriaczka Trude Klecker i Ida Schöpfer ze Szwajcarii. Był to jej jedyny medal zdobyty na międzynarodowej imprezie tej rangi. Na tej samej imprezie była też dziesiąta w kombinacji, trzynasta w gigancie i osiemnasta w zjeździe.

## Osiągnięcia

### Igrzyska olimpijskie
| Miejsce | Dzień     | Rok  | Miejscowość | Konkurencja | Czas biegu | Strata | Zwyciężczyni         |
| ------- | --------- | ---- | ----------- | ----------- | ---------- | ------ | -------------------- |
| 21.     | 14 lutego | 1952 | Oslo        | Gigant      | 2:06,8     | +11,6  | Andrea Mead-Lawrence |
| 18.     | 17 lutego | 1952 | Oslo        | Zjazd       | 1:47,1     | +8,4   | Trude Jochum-Beiser  |
| 12.     | 20 lutego | 1952 | Oslo        | Slalom      | 2:10,6     | +7,7   | Andrea Mead-Lawrence |

### Mistrzostwa świata
| Miejsce | Dzień     | Rok  | Miejscowość | Konkurencja | Czas biegu | Strata    | Zwycięzca            |
| ------- | --------- | ---- | ----------- | ----------- | ---------- | --------- | -------------------- |
| 11.     | 13 lutego | 1950 | Aspen       | Gigant      | 1:29,6     | +4,5      | Dagmar Rom           |
| 18.     | 15 lutego | 1950 | Aspen       | Slalom      | 1:47,8     | +23,9     | Dagmar Rom           |
| 13.     | 17 lutego | 1950 | Aspen       | Zjazd       | 2:06,6     | +7,4      | Trude Jochum-Beiser  |
| 21.     | 14 lutego | 1952 | Oslo        | Gigant      | 2:06,8     | +11,6     | Andrea Mead-Lawrence |
| 18.     | 17 lutego | 1952 | Oslo        | Zjazd       | 1:47,1     | +8,4      | Trude Jochum-Beiser  |
| 12.     | 20 lutego | 1952 | Oslo        | Slalom      | 2:10,6     | +7,7      | Andrea Mead-Lawrence |
| 18.     | 2 marca   | 1954 | Åre         | Zjazd       | 1:29,2     | +6,9      | Ida Schöpfer         |
| 13.     | 4 marca   | 1954 | Åre         | Gigant      | 1:38,9     | +5,4      | Lucienne Schmith     |
| 3.      | 6 marca   | 1954 | Åre         | Slalom      | 2:01,93    | +1,78     | Trude Klecker        |
| 10.     | 6 marca   | 1954 | Åre         | Kombinacja  | 4,75 pkt   | +8,14 pkt | Ida Schöpfer         |